# Interzonenturnier
Als Interzonenturnier wurde eine 1948 von der FIDE eingeführte wichtige Qualifikationsetappe bei der Ermittlung des Herausforderers des Schachweltmeisters bezeichnet. Die FIDE hat seit 1997 den Austragungsmodus mehrfach geändert. Das letzte Interzonenturnier fand 1993 in Biel statt. Ein Sieg in den stets sehr stark besetzten Interzonenturnieren galt, unabhängig vom späteren Verlauf der Qualifikation für die Herausforderung des Weltmeisters, als großer Erfolg in der Laufbahn eines Schachspielers.
Für das Interzonenturnier qualifizierten sich die Sieger aus den Zonenturnieren sowie vorqualifizierte Spieler aus dem vorherigen Zyklus. Eine vorbestimmte Anzahl an hochplatzierten Spielern des Interzonenturniers/der Interzonenturniere qualifizierte sich für das Kandidatenturnier. Der Sieger des Kandidatenturniers bzw. später der Kandidaten-Zweikämpfe wurde sogenannte Herausforderer und kämpfte dann in einem Match gegen den amtierenden Schachweltmeister, der in den Qualifikationsmarathon somit nicht involviert war, um den Titel. Ein solcher Zyklus dauerte (inklusive WM-Wettkampf) drei Jahre.
Von 1948 bis 1970 gab es jeweils ein Interzonenturnier mit 20–24 Teilnehmen. Von 1973 bis 1979 gab es zwei Interzonenturniere pro Zyklus mit 18 bis 20 Teilnehmern. Von 1982 bis 1987 gab es drei Interzonenturniere pro Zyklus mit jeweils bis zu 18 Teilnehmern. Man spielte stets als Rundenturnier jeder gegen jeden.
In den Jahren 1990 und 1993 gab es die beiden letzten Interzonenturniere, beide waren im Schweizer System ausgespielte (Open-)Turniere mit 64 bzw. 73 Teilnehmern. Die ursprüngliche Planung sah vor, ein Interzonenturnier 1996 in Jerewan abzuhalten, dies wurde jedoch 1996 zugunsten der K.-o.-WM-Turniere abgesagt.
Zeitweise galt eine Art Länder-Kontingent, d. h. eine Beschränkung derart, dass sich im Maximum drei Spieler aus demselben Land in einem Interzonenturnier für die nächste Etappe der (meistens besten acht) Kandidaten qualifizieren konnten. Leonid Stein wurde dies zweimal zum Verhängnis.

## Liste der Interzonenturniere
| WM-Zyklus    | Interzonenturnier      | Sieger                                                   | weitere qualifizierte Spieler |
| ------------ | ---------------------- | -------------------------------------------------------- | --- |
| WM 1951      | Saltsjöbaden 1948      | David Bronstein                                          | László Szabó, Isaak Boleslawski, Alexander Kotow, Andor Lilienthal, Salo Flohr, Miguel Najdorf, Gideon Ståhlberg                                        |
| WM 1954      | Saltsjöbaden 1952      | Alexander Kotow                                          | Tigran Petrosjan, Mark Taimanow, Efim Geller, Juri Awerbach, Gideon Ståhlberg, László Szabó, Svetozar Gligorić                                          |
| WM 1957      | Göteborg 1955          | David Bronstein                                          | Paul Keres, Óscar Panno, Tigran Petrosjan, Efim Geller, László Szabó, Miroslav Filip, Herman Pilnik, Boris Spasski                                      |
| WM 1960      | Portorož 1958          | Michail Tal                                              | Svetozar Gligorić, Tigran Petrosjan, Pál Benkö, Bobby Fischer, Friðrik Ólafsson                                                                         |
| WM 1963      | Stockholm 1962         | Bobby Fischer                                            | Efim Geller, Tigran Petrosjan, Miroslav Filip, Viktor Kortschnoi, Pál Benkö                                                                             |
| WM 1966      | Amsterdam 1964         | Wassili Smyslow, Bent Larsen, Michail Tal, Boris Spasski | Borislav Ivkov, Lajos Portisch |
| WM 1969      | Sousse 1967            | Bent Larsen                                              | Efim Geller, Viktor Kortschnoi, Svetozar Gligorić, Lajos Portisch, Samuel Reshevsky                                                                     |
| WM 1972      | Palma de Mallorca 1970 | Bobby Fischer                                            | Bent Larsen, Efim Geller, Robert Hübner, Mark Taimanow, Wolfgang Uhlmann                                                                                |
| WM 1975      | Petrópolis 1973        | Henrique da Costa Mecking                                | Efim Geller, Lew Polugajewski, Lajos Portisch |
| WM 1975      | Leningrad 1973         | Anatoli Karpow, Viktor Kortschnoi                        | Robert Byrne |
| WM 1978      | Manila 1976            | Henrique da Costa Mecking                                | Vlastimil Hort, Lew Polugajewski |
| WM 1978      | Biel 1976              | Bent Larsen                                              | Tigran Petrosjan, Lajos Portisch |
| WM 1981      | Rio de Janeiro 1979    | Tigran Petrosjan, Lajos Portisch, Robert Hübner          | |
| WM 1981      | Riga 1979              | Michail Tal                                              | Lew Polugajewski, András Adorján |
| WM 1985      | Las Palmas 1982        | Zoltán Ribli                                             | Wassili Smyslow |
| WM 1985      | Toluca 1982            | Lajos Portisch, Eugenio Torre                            | |
| WM 1985      | Moskau 1982            | Garri Kasparow                                           | Alexander Beliavsky |
| WM 1987      | Tunis 1985             | Artur Jussupow                                           | Alexander Beliavsky, Lajos Portisch, Alexander Csernyin                                                                                                 |
| WM 1987      | Taxco 1985             | Jan Timman                                               | Jesús Nogueiras, Michail Tal, Kevin Spraggett |
| WM 1987      | Biel 1985              | Rafael Vaganian                                          | Yasser Seirawan, Andreï Sokolov, Nigel Short |
| WM 1990      | Subotica 1987          | Gyula Sax, Nigel Short, Jonathan Speelman                | |
| WM 1990      | Szirák 1987            | Waleri Salow, Jóhann Hjartarson                          | Lajos Portisch |
| WM 1990      | Zagreb 1987            | Viktor Kortschnoi                                        | Jaan Ehlvest, Yasser Seirawan |
| WM 1993      | Manila 1990            | Boris Gelfand, Wassyl Iwantschuk                         | Viswanathan Anand, Nigel Short, Gyula Sax, Viktor Kortschnoi, Robert Hübner, Predrag Nikolić, Leonid Judassin, Sergei Dolmatow, Alexei Drejew           |
| FIDE-WM 1996 | Biel 1993              | Boris Gelfand                                            | Paul van der Sterren, Gata Kamsky, Alexander Chalifman, Michael Adams, Leonid Judassin, Waleri Salow, Joël Lautier, Wladimir Kramnik, Viswanathan Anand |